# Protea stokoei
Protea stokoei är en tvåhjärtbladig växtart som beskrevs av Henry Phillips. Protea stokoei ingår i släktet Protea och familjen Proteaceae. Inga underarter finns listade i Catalogue of Life. Artepitetet i det vetenskapliga namnet hedrar Thomas Pearson Stokoe som publicerade flera berättelser om livet i regionen.
Arten är utformad som en buske som vanligen blir två meter hög och ibland finns tre meter höga exemplar. Typisk är ovala blad som är gröna och har en yta som påminner om läder. Bladens längd ligger mellan 90 och 160 mm och de är 10–60 mm breda. På unga blad förekommer håriga utskott. Denna växt utvecklar en blomställning främst i maj och juni (vinter på södra jordklotet) och sällan fram till oktober. Blomställningen har en rosa färg och är 90 till 130 mm lång samt 50 till 70 mm bred.
Utbredningsområdet är en liten region i Sydafrika öster om Kapstaden. Den ligger 400 till 1 500 meter över havet. Habitatet är busklandskapet Fynbos. Blomman pollineras av fåglar som sockerfåglar. Blomställningen kan överleva bränder och artens frön fördelas med vinden efter bränder.
Långvariga bränder kan skada blomställningen. Protea stokoei påverkas av introducerade växter. IUCN listar Dentex gibbosus som livskraftig (LC).
Protea stokoei odlas som prydnadsväxt.